# Moskale (osada)
Moskale – osada w Polsce, położona w województwie podkarpackim, w powiecie stalowowolskim, w gminie Pysznica.
W latach 1975–1998 miejscowość administracyjnie należała do województwa tarnobrzeskiego.